# 一中同表
一中同表，是台灣处理海峡两岸关系问题的一种主張，認為中华人民共和国與中華民國皆是“整個中國”的一部份，二者因為兩岸現狀，在各自领域有完整的管辖权，互不隶属，同时主張，二者合作便可以搁置对“整个中國”的主权的争议，共同承認雙方皆是中國的一部份，在此基礎上走向終極統一。最早是在2004年由台灣大學政治学教授張亞中所提出，希望兩岸由一中各表的立場更進一步。這個概念類似於前中共中央總書記胡锦涛提出的一個中國框架與包宗和提出的一中共表。由於並未承認大陆是中國唯一合法代表，中華人民共和國認為這是兩個中國論述，歸屬於台獨之中。
2015年，中国国民党总统候选人洪秀柱在其兩岸關係政策中使用了这一主張，遭到大量的黨籍立法委員反對，引發換柱行動，徵召中國國民黨主席朱立倫取代洪秀柱參選，回歸到國民黨的政策：一中各表及九二共識。

## 背景
自1950年開始，海峽兩岸隔海分治以來，雙方政府長期處於互不承認的狀態。隨著冷戰結束，兩岸交流日益頻繁，雙方政府也必須建立一定的關係，以處理兩岸關係衍生的各種事務。由於中華人民共和國政府一向認為台灣是屬於中國不可分割的一省，也只願意在「一個中國」的架構下，進行兩岸交流，隨著兩岸的政治演變，中國國民黨對於兩岸關係的定位，也從早期的「漢賊不兩立」進展到近來的一中各表、九二共識。
張亞中主張，為了兩岸長治久安、和平發展，兩岸應該由一中各表，進一步成為一中同表。

## 发展
學者張亞中於2004年，在台灣民主學校中首先提出了「一中同表」的概念。張亞中認為，「台灣無法回避‘一個中國’的論述，所謂‘一中各表’的論述，就長久而言，對世界各國及中國的認知上並無助益，因此應從現實主義方向思考，追求‘一中同表’，即‘整個中國’概念。」而一中同表的意義是「中華民國與中華人民共和國均為整個中國的一部分，各在其領域內享有完整的管轄權，相互不隸屬」。
張亞中認為一中同表与一中各表并无矛盾；一中同表源于一中各表，是一中各表的升级版。
2015年4月20日，立法院副院长洪秀柱正式领表投入2015年中国国民党总统提名选举。5月1日
，洪秀柱公布其兩岸政治論述說帖，一中同表是其中重要内容。但民調顯示六成的臺灣人不支持此主張，洪秀柱陣營回歸「一中各表，九二共識」的立場。馬英九曾表示，洪秀柱的一中同表與一中各表內容幾乎相同，支持她的立場，但在出訪尼加拉瓜時，認為洪秀柱的一中同表雖然沒有超出一中各表的範圍，但如果解釋不清，最好還是回到一中各表與九二共識。

## 內容

### 对九二共识和两岸现状的理解
最初的九二共识有三方面内容，第一，两岸均坚持“一个中国”原则；第二，两岸均谋求国家统一；对第三点，双方有不同理解，台湾认为对一个中国的内容双方应该各自表述，即“一中各表”，大陆认为，双方交流为事务性，并非政治协商，不需要对一个中国的内容进行表述，即“一中不表”。

### 兩岸和平協議
洪秀柱主張，兩岸目前真實的法理現狀是「主權宣示重疊、憲政治權分立」，這也是「九二共識」沒有處理的問題。她主張應提升「九二共識」，從「一中各表」、「一中不表」走向「一中同表」，而一中同表具體內容即是「兩岸均是『簡稱中國』內的一部分，其主權宣示重疊、憲政治權分立」。兩岸應以一中同表為基礎，在國際上彼此尊重同等地位，簽訂和平協定。其理念與張亞中的一中三憲相近。
而要達成此目標，需要有五大先決條件：
1. 恪遵憲法：須不違反中華民國憲法及尊重兩岸法理現狀為基礎；
2. 平等尊嚴：須顧及雙方核心堅持、平等與尊嚴，如中國大陸反對台獨、中華民國主張主權不能消失等；
3. 整體推動：須與國際參與、安全議題同時處理，確認中國大陸簽協定後放棄以武力處理兩岸問題；
4. 確保和平：須創造有助兩岸和平發展結構；
5. 民意為本：須得到人民同意，不論是透過公民投票或立法院審查方式。

洪秀柱也反駁稱她為「統派」的言論，稱「我的主張不是統派，而是正派，我願意勇敢面對兩岸的現實，以智慧理性地帶領國家，走向正確的道路」。但民調顯示6成臺灣人不支持此主張，最後洪撤回一中同表。

## 評價
因為政治立場的不同，各方對於一中同表的主張有不同的評價，有些評價甚至互相抵觸。

### 台灣
有輿論認為，一中同表就是「急統」。民報認為，「從馬英九的『九二共識、一中各表』，到朱立倫的『兩岸同屬一中』，再到洪秀柱的『一中同表』，國家主權不斷遭到壓縮矮化，宛如溫水煮青蛙，最終難逃被統一的命運。洪秀柱的兩岸主張在政治光譜上屬於深藍急統，對台灣的傷害至深且巨。」民進黨立委李俊俋表示，洪秀柱的「一中同表」立場，中南部選民恐怕不會買單。前民進黨立法委員郭正亮形容洪秀柱，是「史上最統的總統候選人」。中央研究院研究員黃國昌認為，「這是一種以近乎投降的方式，犧牲台灣的主體性與核心價值，來換取中共施捨的和平」，可能會為台灣帶來滅亡。
不過也有輿論持正面態度。中國時報的社論就表示，洪秀柱用「一中同表」超越「一中各表」，「一中同表」是站在中華民國憲法的基礎上進行表述，其中有兩個重要堅持：第一、這個「一中」絕對不等於中華人民共和國；第二、北京必須接受中華民國政府是一個平等的憲政治權。當蔡英文企圖用模糊的方式向國民黨的論述靠攏時，洪秀柱已經大步地提出了更正面的兩岸論述。
联合报发表社论，认为洪秀柱的论述已经对共产党、民进党和国民党的两岸思维发生了启导与引领的作用。北京的对台政策，一方面从现实角度希望台湾撑住中华民国和中华民国宪法，另一方面又从法理角度否定中华民国和中华民国宪法。洪秀柱的两岸论述直指北京这一矛盾，“一中同表”就是要两岸同表中华民国存在的事实，当然也同表中华人民共和国存在的事实。北京不能一味反对台独，必须正视中华民国存在的事实。民进党的蔡英文与“中华民国宪政体制”若即若离，依然在台獨/借壳上市/回归宪法的泥水中挣扎，而洪秀柱已经领先一步，要求北京承认中华民国的存在，民进党不宜轻易攻击洪为“统派”，否则会堵死自己的路，也堵死台湾的路。对国民党来说，“一中各表”已完成了重要的阶段性任务，但长此以往会对台湾造成“温水煮青蛙”的后果；现在洪秀柱开始试探“两岸和平协议”，进入了两岸关系深水区，国民党应该因势利导。
淡江大學國際事務與戰略研究所教授王高成认为洪秀柱的主张类似一中兩府的概念，即在主權重疊之下，存在兩個獨立的政府。

### 海外
華夏經緯網的社論認為一中同表有突破，也有局限。突破是指除了一改過去的只經不政，提升到政经并行，难易并进；而其侷限是其主張可能含有兩國論的部分，如宪政治权分立，两岸是“整个中国”内部的两个宪政政府等主张，有台湾学者指出“宪政”两字含有主权的概念，而以何身分签订“和平协议”也很重要、关键，若签署的身分是中华民国和中华人民共和国，那麼中国大陆一定不会接受。
於此同時，與台灣部分意見相抵觸，海外有人認為「一中同表」事實上就是「兩個中國」、「兩國論」、甚至「變相台獨」。海外報刊「新華澳報」就將「一中同表」描述為：「倘是在海峽兩岸之間使用，或可繼續以『模糊模式』來應對之，確實是比『一中各表』要明智得多；但倘是在國際事務上採用，那就是把中華人民共和國與中華民國同表述為『一個國家』，可能會與『世界上只有一個中國』，沒有一個國家承認世界上有『兩個中國』的國際共識，產生嚴重的衝突」、「等於是『特殊兩國論』」。

## 延伸阅读
- 张亚中等与《联合报》关于“一中各表”/“一中同表”的论争

《联合报》在2009年12月31日至2010年1月5日间以《中华民国九十九年感思》为总题连续发表的六篇社论:1中华民国主论述：辛亥革命或二二八，2两岸关系：“合理的过程”与“改良之目的”，3许三个愿：一中各表、亚太平台、可敬的民主，4民进党能在民国一百年告别台独吗？，5一中各表？杯子理论？屋顶理论，6百年轮回：两岸回归辛亥及孙中山的起始点。
张亚中、谢大宁、黄光国在中国时报集团所属的《旺报》以《找寻两岸和平发展的战略基石，六问联合报》为总题发表的六篇文章：1一中各表不宜作为国家战略基础，2“一中各表”：错误的理论解读，3无法建立互信的“一中各表”，4“一中各表”与辛亥革命，5舍“一中各表”，求“一中同表”，6以经略大中华解决台湾集体焦虑。
《联合报》的回应：“一中各表”等于台独偏安？
- 洪秀柱關於兩岸政治論述的說帖 （页面存档备份，存于） 2015-05-01